# Рейчел Кушнер
Рейчел Кушнер (англ. Rachel Kushner; нар. 7 жовтня 1968) — американська письменниця, авторка романів «Телекс із Куби» (2008), «Вогнемети» (2013), «Кімната на Марсі» (2018) та «Озеро створення» (2024).

## Дитинство та освіта
Кушнер народилася в Юджині, штат Орегон, у сім'ї двох науковців, яких вона назвала «дуже нетрадиційними людьми з покоління бітників». Її мати належить до сім'ї унітаріїв Сент-Луїса з Куби, а батько має єврейське походження. Мати влаштувала п'ятирічній Рейчел роботу після школи — розставляти й упорядковувати за алфавітом книжки у феміністичній книгарні. Кушнер каже: «Мені з раннього віку прищепили переконання, що я стану якоюсь письменницею» . 1979 року Кушнер переїхала з родиною до Сан-Франциско.
Коли Рейчел було 16 років, вона почала здобувати ступінь бакалавра політичної економії в Каліфорнійському університеті Берклі, приділяючи особливу увагу зовнішній політиці Сполучених Штатів у Латинській Америці. У 18 років Кушнер жила в Італії за студентським обміном. Здобувши ступінь бакалавра мистецтв, жила в Сан-Франциско та працювала в нічних клубах. У 26 років вступила на програму художньої літератури в Колумбійському університеті та 2000 року здобула ступінь магістра з творчого письма. Американський письменник Дон Делілло є одним із тих, хто вплинув на творчість Рейчел.

## Кар'єра

### Романи
Перший роман Кушнер, «Телекс із Куби», вийшов у видавництві Scribner у липні 2008 року. У Рейчел виникла ідея роману після закінчення магістратури 2000 року, і вона здійснила три тривалі поїздки на Кубу за ті шість років поки писала книжку. Огляд роману «Телекс з Куби» з'явився на обкладинці номера The New York Times Book Review від 6 липня 2008 року, де його схарактеризували як «багатошаровий і захопливий» роман, чиї «гострі спостереження про людську природу та упередженість колонізаторів дозволяють глибше зрозуміти причини революції». Роман «Телекс із Куби» був фіналістом Національної книжкової премії 2008 року. Редакторкою Кушнер є Нен Ґрем.
Другий роман Кушнер «Вогнемети» вийшов у видавництві Scribner у квітні 2013 року. Vanity Fair привітав його за «яскраву прозу», яка «запалює артсцену Нью-Йорка 70-х та італійський андеграунд»[джерело?]. У The New Yorker критик Джеймс Вуд похвалив книжку як «яскраво живу. Вона пульсує історіями, анекдотами, монологами, майстерно вигаданими егоїстичними байками та безнадійними пригодами: Кушнер ніколи не перестає розповідати історії… Вона успішна, тому що така сповнена яскраво різноманітних історій та історій, кожна з яких особлива, кожна з них надзвичайно жива» . Роман «Вогнемети» став фіналістом Національної книжкової премії 2013 року і New York, Time, The New Yorker, O, The Oprah Magazine, The New York Times Book Review, Los Angeles Times, San Francisco Chronicle, Vogue, The Wall Street Journal, Salon.com, Slate, The Daily Beast, Flavorwire, The Millions, The Jewish Daily Forward та Austin American-Statesman назвали його найкращою книгою 2013 року.
Третій роман Кушнер, «Кімната на Марсі», вийшов у видавництві Scribner у травні 2018 року. У вересні 2018 року він увійшов до короткого списку Букерівської премії.
Роман «Озеро створення» 2024 року потрапив до довгого списку Букерівської премії, а потім у вересні 2024 року увійшов до короткого списку. Він також був у довгому списку Національної книжкової премії з художньої літератури.

### Журналістика
Після закінчення магістратури Кушнер вісім років жила в Нью-Йорку, де працювала редакторкою у Grand Street і BOMB. Багато писала про сучасне мистецтво, зокрема численні статті на Artforum.
2016 року Кушнер відвідала Ізраїль в рамках проєкту організації «Breaking the Silence », щоб написати статтю для книжки про ізраїльську окупацію до 50-ї річниці Шестиденної війни. У червні 2017 року під редакцією Майкла Шебона та Аєлет Волдман ця книжка вийшла під назвою «Царство олив і попелу: письменники протистоять окупації». Під час війни в Газі вона заявила, що підтримує бойкот ізраїльських культурних установ, зокрема видавців і літературних фестивалів. Вона першою підписала маніфест «Відмова від співучасті в літературних установах Ізраїлю».

## Особисте життя
Кушнер живе в Лос-Анджелесі, штат Каліфорнія, зі своїм чоловіком Джейсоном Смітом і сином Ремі.

## Нагороди та відзнаки

### Літературні премії
| Рік  | Книжка           | Нагорода                                           | Категорія            | Результат        | Прим.         |
| ---- | ---------------- | -------------------------------------------------- | -------------------- | ---------------- | ------------- |
| 2008 | Телекс з Куби    | Національна книжкова премія                        | Художня література   | У шорт-листі     |               |
| 2013 | Вогненмети       | Премія імені Джеймса Тейта Блека                   | Художня література   | У шорт-листі     | [ 29 ]        |
| 2013 | Вогненмети       | Національна книжкова премія                        | Художня література   | У шорт-листі     |               |
| 2014 | Вогненмети       | Folio Prize                                        | —                    | У шорт-листі     | [ 30 ] [ 31 ] |
| 2014 | Вогненмети       | Жіноча літературна премія                          | —                    | У довгому списку | [ 32 ]        |
| 2015 | Вогненмети       | Дублінська літературна премія                      | —                    | У довгому списку |               |
| 2018 | Кімната на Марсі | Букерівська премія                                 | —                    | У шорт-листі     |               |
| 2018 | Кімната на Марсі | Goodreads Choice Awards                            | Художня література   | Nominated–20th   | [ 33 ]        |
| 2018 | Кімната на Марсі | National Book Critics Circle                       | Художня література   | Фіналіст         | [ 34 ]        |
| 2018 | Кімната на Марсі | Премія Медічі                                      | Étranger             | Перемога         |               |
| 2019 | Кімната на Марсі | Медаль Ендрю Карнегі                               | Медаль Ендрю Карнегі | У довгому списку | [ 35 ]        |
| 2019 | Кімната на Марсі | Нагорода Книжкового клубу Співдружності Каліфорнії | Художня література   | Золота медаль    |               |
| 2024 | Озеро створення  | Букерівська премія                                 | —                    | У шорт-листі     | [ 36 ]        |
| 2024 | Озеро створення  | Національна книжкова премія                        | Художня література   | У довгому списку | [ 37 ]        |

### Відзнаки
- 2013: стипендіатка Гуґґенгайма[38]
- 2013: Почесний доктор філософії коледжу Каламазу[39]
- 2015: Кінофестиваль у Теллурайді (42-а запрошена режисерка)[40]
- 2016: Премія Гарольда Вурселла від Американської академії мистецтв і літератури

## Зовнішні посилання
- Офіційний сайт
- Рецензія на «Вогнемети» в The New Yorker
- Огляд Телекс із Куби в The New York Times
- Огляд Телекс із Куби в The Washington Post
- Розповідь про Телекс із Куби в Los Angeles Times
- Огляд Телекс із Куби в The Seattle Times
- Функція на Телекс із Куби в Time Out New York
- Огляд Телекс із Куби на Bookforum
- Уривок із Телекс із Куби, опублікований у The New York Times
- Інтерв'ю The Paris Review